# 凱默爾巴赫河
51°25′40.1″N 7°22′33.5″E / 51.427806°N 7.375972°E

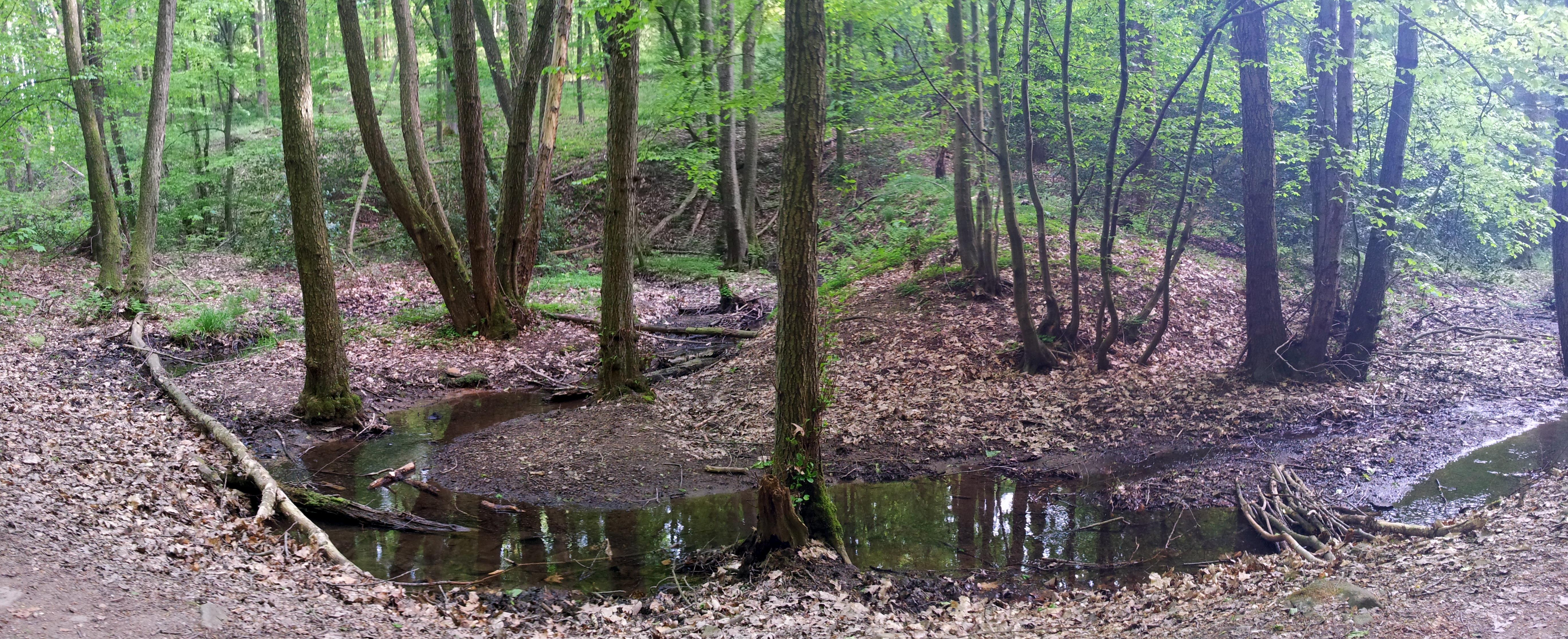

凱默爾巴赫河（德語：Kermelbach），是德國的河流，位於該國西部，處於北萊茵-威斯特法倫州，屬於博爾巴赫河的左支流，河道全長2.6公里，流域面積1.9平方公里。